# Guangzhou Circle
La Guangzhou Circle Mansion (广州圆大厦) è un edificio situato a Guangzhou (Canton), in Cina. Inaugurato il 16 dicembre 2013, è la sede della Hong Da Xing Ye Group, la borsa di interscambio di materiale plastico più grande del mondo ed è attualmente uno degli edifici più importanti di Canton. La CNN lo ha annoverato tra i 10 più interessanti edifici a livello mondiale del 2014 .
L'edificio è stato disegnato dall'architetto Joseph di Pasquale, consta di 33 piani per circa 138 metri di altezza e 85.000 metri quadrati di superficie.
Durante la fase di costruzione sono state sollevate molte critiche all'edificio da alcuni ritenuto troppo "inusuale" ed estraneo allo skyline di Guangzhou.
Localizzato al confine sud ovest della città l'edificio è posto sulla riva del fiume delle Perle al confine sud ovest della città di Guangzhou (Canton) e che di fatto costituisce una vera e propria "porta di accesso" alla città per chi proviene dalla nuovissima stazione sud della ferrovia ad alta velocità.
È il più alto edificio circolare al mondo e ha la caratteristica unica al mondo di avere uno spazio vuoto al centro anch'esso perfettamente circolare di un diametro di 48 metri.
Assieme ad alcuni altri esempi nel mondo (Aldar headquarters building) inaugura un nuovo tipo di edificio monumentale per il terzo millennio che non è più basato sullo stereotipo occidentale ed americano del grattacielo verticale.
Nelle intenzioni del progettista c'è stata proprio la volontà di cercare una forma simbolo che si differenziasse, cercando nella scrittura per simboli cinese una possibile fonte di ispirazione. L'edificio viene infatti definito dal suo autore un "ideogramma urbano".
Molti altri significati vengono legati alla forma dell'edificio che ispira un forte valore iconico tra futuro e passato: dai dischi di giada, alla tradizione numerologica del feng shui. In particolare il doppio disco di giada è il simbolo regale dell'antica dinastia cinese che regnava in questo territorio circa 2000 anni fa. L'edificio riflettendosi nell'acqua del fiume forma esattamente il medesimo disegno: un doppio disco di giada.
Questa figura corrisponde anche al numero 8 e al simbolo dell'infinito che per la cultura cinese ha un forte valore propiziatorio, basti ricordare come la data e l'ora dell'inizio delle olimpiadi di Pechino fu per questa ragione fissata alle 8.08 am dell'8-8-2008.
L'edificio è anche un chiaro riferimento al tema caro al rinascimento italiano della "quadratura del cerchio" - le due facciate circolari infatti contengono e sostengono anche strutturalmente dei gruppi di piani sospesi che per rendere abitabili gli spazi interni riportano alla "quadratura" ortogonale la perfetta circonferenza delle facciate.
Negli anni successivi alla sua costruzione il Guanghzou Circle è stato identificato come uno degli edifici simbolo della città di Guangzhou. La sua immagine è stata utilizzata in diverse occasioni per manifesti informativi in luoghi pubblici e per campagne pubblicitarie.

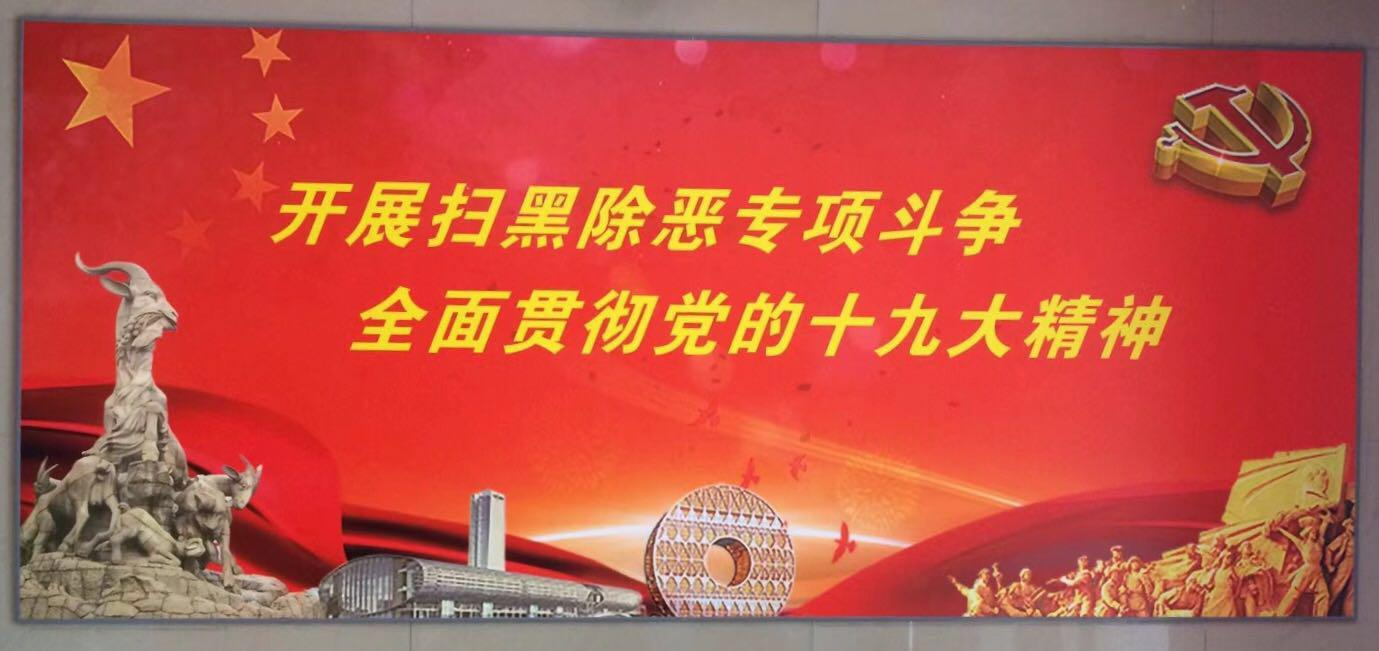
Il Guangzhou Circle (in basso al centro) usato come simbolo della città per il manifesto del diciannovesimo congresso del partito comunista della città di Guangzhou del 19 ottobre 2017.